# 高天明
高天明（1960年10月—），男，中国神经科学家，本科和碩士均在南方医科大学就讀，後來擔任南方医科大学副校长、教授、博士生导师，中国神经科学学会副理事长，中国工程院院士。